# Confine tra Egitto e Israele
Il confine tra l'Egitto e Israele si estende dal golfo di Aqaba fino alla striscia di Gaza. Ad eccezione delle zone costiere, si tratta di un'area desertica tra il deserto del Negev e il deserto del Sinai. I confini di Israele non sono definiti e riconosciuti all'unanimità dalla comunità internazionale. La frontiera è stata modificata varie volte dalla creazione dello Stato di Israele nel 1948.

## Tracciato

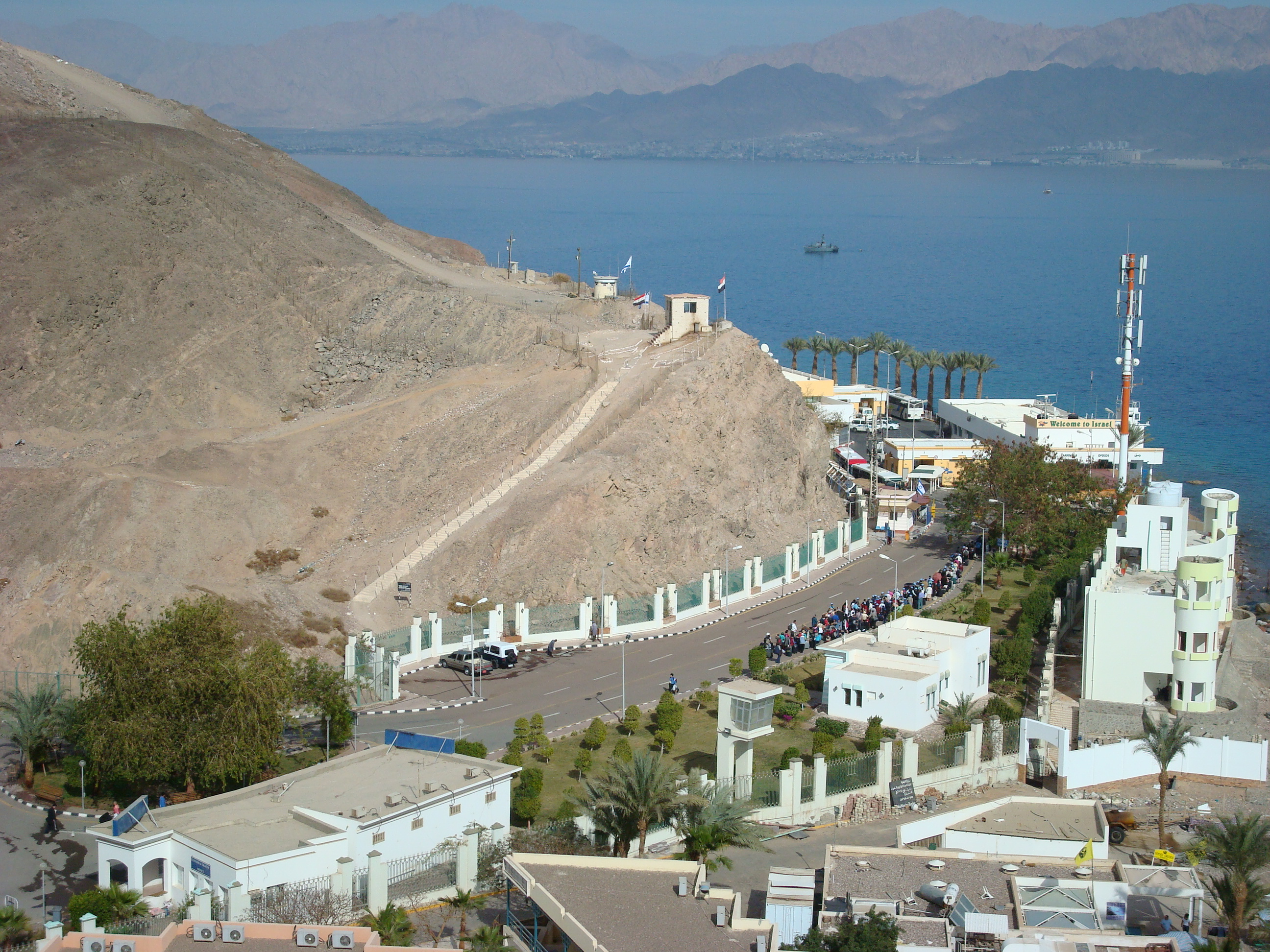
Il tratto di frontiera di Taba dalla parte egiziana.

Il tracciato comincia ad ovest dal kibbutz di Kerem Shalom, sulla linea della strada che va da Rafah alla città di Taba. A 6 km prima di arrivare alla città israeliana di Eilat, il tracciato devia dalla strada per arrivare direttamente alla località di Ras Il Masri, nel golfo di Aqaba a 1 km a sud-est di Taba.

## Storia
Il confine venne creato dai britannici con l'istituzione del mandato britannico della Palestina nel 1920, al tempo anche l'Egitto era britannico e la linea di confine fra le due colonie venne disegnata come una linea sostanzialmente retta in modo comunque da poter dare al mandato della Palestina uno sbocco anche sul golfo di Aqaba. Alla fine del XIX secolo, il movimento sionista propugnò la creazione di uno stato ebraico in Palestina. Nel contesto della contrapposizione tra il nazionalismo arabo e il nazionalismo ebraico il 29 novembre 1947 l'Assemblea Generale delle Nazioni Unite votò  il piano di partizione della Palestina che supponeva di definire i confini di un futuro stato ebraico e un altro arabo nella regione.
Dalla sua creazione, lo stato di Israele si è trovato in guerra con i suoi vicini arabi. Dopo aver vinto la guerra arabo-israeliana del 1948, i confini di Israele vennero fissati secondo le linee dell'armistizio del 1949. Del lato egiziano, il confine venne principalmente fissato nei confini del mandato britannico della Palestina, a eccezione della parte settentrionale, dove l'Egitto aveva il controllo sull'area che diverrà la striscia di Gaza.
Nel 1956, Israele invase la penisola del Sinai in seguito alla crisi di Suez, in un'operazione congiunta con Francia e Regno Unito. Tuttavia, Israele si ritirò rapidamente dai territori conquistati, e il confine de facto non venne modificato.
Dopo la guerra dei Sei Giorni (1966) le Forze di Difesa di Israele occuparono la penisola del Sinai. Nel 1979, grazie gli accordi di Camp David che segnarono la fine dell'occupazione del Sinai e dopo varie successive ritirate, il confine tra Israele e Egitto tornò lungo la linea dell'armistizio del 1949, ad eccezione della striscia di Gaza, che passò sotto il controllo israeliano fino al 2005.

## Fortificazione del confine

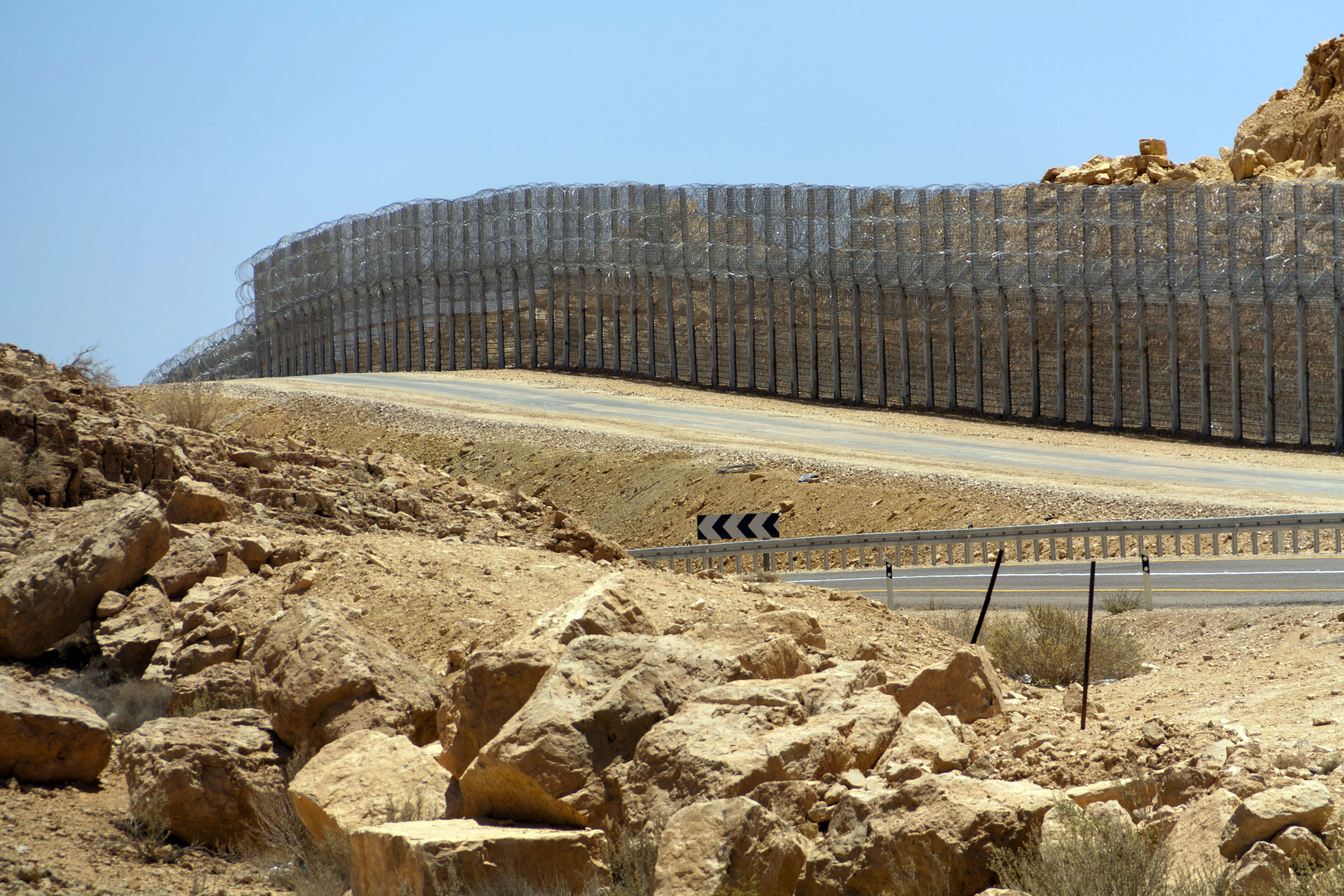
Una parte del confine fortificato a giugno di 2012.

Una parte del confine è stato fortificato nel giugno di 2012. Per ridurre l'immigrazione illegale e come misura di sicurezza da possibili attacchi terroristi, agli inizi del 2010 Israele ha aumentato considerevolmente lo sviluppo della frontiera mediante le telecamere e le barriere. La barriera è stata completata nel 2013. Ha un'altezza di 5 metri e una lunghezza di 245 km e connette la striscia di Gaza ad Eilat passando per Kerem Shalom.